# Даларик
Даларик (арм. Դալարիկ) — село в марзе Армавир (Армения). Село расположено в 58 км к западу от Еревана, в 15 км от областного центра — города Армавир и в 20 км от армяно-турецкой государственной границы.

## История
Даларик (бывший Мастара) основан в 1901 году, во время постройки железнодорожной ветви Ереван — Александрополь.
В селе имеются 2 школы (средняя и элементарная), число учеников средней школы — 401, элементарной — 300; есть медпункт, дом культуры, сельский центр, детский сад.